# Rio Yaghnob
O rio Yaghnob é um afluente  do rio Zeravshan , em Sughd (39° 11′ 38″ N, 69° 08′ 12″ L), Tajiquistão. Seu vale do Yagnob é a pátria do povo Yaghnobi e da correlata língua yaghnobi.  O rio, que tem um regime nivo-glaciário,   flui a sudoeste e em paralelo a alto rio Zarafshan.  Ele se junta ao junta ao rio Iskander que corre para o  leste, como o qual forma o rio Fan, que flui para o norte para se juntar ao  Zarafshan em Ayni.  A principal estrada norte que sai de Dushanbe segue os rios Yaghnob e Fan.  Antes dos soviéticos dinamitassem a área para construir uma estrada, o vale superior era protegido por uma quase inexpugnável garganta, o que explica o grande e histórico isolamento da população. 